# Adolf Lindfors (actor)
Adolf Lindfors (18 de mayo de 1857-20 de mayo de 1929) fue un actor y director teatral finlandés, galardonado por su trayectoria artística con el título de Profesor.

## Biografía
Su nombre completo era Adolf Erik Lindfors, y nació en Porvoo, Finlandia, siendo sus padres Gustaf Linfors y Ulrika Gustava Berg. Lindfors cumplió cinco años de estudios primarios, tras lo cual completó formación teatral. Actuó en el Teatro Sueco entre 1873 y 1881, y desde 1881 a 1882 en Gotemburgo y en el Teatro Alejandro. En 1882 pasó al Teatro nacional de Finlandia, interpretando los papeles de Molière encarnados por el difunto actor Oskari Vilho. Lindfors trabajó entre 1892 y 1894 para el Dramatiska Föreningen como director de gira teatral, aunque regresó al Teatro Nacional, donde actuó hasta su muerte, siendo su director entre 1907 y 1914. Además, enseñó declamación y artes plásticas en la Academia Sibelius desde 1887 a 1907. Lindfors recibió el título finlandés de profesor en el año 1927, y fue miembro honorario del Sindicato de Actores de Finlandia desde 1919.
Lindfors es recordado por sus papeles de Molière, el más famoso el protagonista en El avaro. Otros personajes claves de su trayectoria fueron Tartufo, y el Falstaff de William Shakespeare.  En tiempos posteriores, el puesto de Lindfors como intérprete de Molière fue heredado por Uuno Laakso.
Lindfors actuó en tres películas mudas entre 1923 y 1924, la más destacada siendo probablemente la que hizo en la película dirigida por Erkki Karu Nummisuutarit (1923).
Falleció en Helsinki en el año 1929, y fue enterrado en el Cementerio Kulosaari de dicha ciudad. En 1899 se había casado con Aina Kristina Bergroth, hija de Julius Efraim Bergroth.

## Filmografía
- 1923 : Rautakylän vanha parooni
- 1923 : Nummisuutarit
- 1924 : Polyteekkarifilmi